# Der gestiefelte Kater (Zeichentrickserie)
Der Gestiefelte Kater war eine Trickfilmserie des Südwestfunks Baden-Baden, die von 1959 bis 1971 im Werbefernsehen als Werbetrenner ausgestrahlt wurde. Ab 1972 wurde der Kater von der Serie „Telemiezen“ abgelöst.
Die Kater-Spots waren meistens unbewegliche Bilder, die häufig einen Bezug zum vorhergehenden Werbefilm hatten und waren mitunter recht derb. So sah man z. B. nach Werbung für Hustenmittel den Kater mit Halswickel und hustend, nach Werbung für Kopfschmerzmittel eine ganze Rolle Tabletten in sich hinein schüttend oder nach Werbung für Elektrogeräte mit gesträubten Haaren an einer Steckdose hängen. Die Bilder wurden schließlich ausgeblendet, wobei ein schauerlich scheppernder Gongschlag ertönte. Bewegte Bilder gab es nahezu nur zu Beginn und am Ende des Werbefernsehens. So holte der Kater z. B. mit einem Lasso einen Fernsehapparat ein, auf dem „Werbefernsehen“ stand; am Ende der Sendung nahm er das Lasso wieder auf und warf es in die Luft, wobei sich dabei das damalige Logo des SWF bildete. Dieses Logo zauberte er u. a. auch aus seinem Hut, den er hoch warf oder aus dem Rauch seiner Pfeife. Texte bzw. gesprochenes Wort gab es bei den Spots nicht. 
Die Kater-Spots liefen abwechselnd von einem Tag auf den anderen mit denen des Pferdchens (dem Vorläufer von Äffle und Pferdle) des Süddeutschen Rundfunks Stuttgart. Sie waren aber zur damaligen Zeit nicht so beliebt wie der Konkurrent aus dem Schwäbischen. Während die alten Pferdle-Spots heute wieder auf einer DVD zu finden sind, sind die des Katers vermutlich nicht mehr verfügbar.
Über den Urheber des Gestiefelten Katers ist nichts bekannt.

## Weblink
- ein Bild des Katers